# Caseria de Santa Susanna
La Caseria de Santa Susanna és un edifici del municipi d'Avinyonet del Penedès (Alt Penedès) declarat bé cultural d'interès nacional.

## Descripció
La Caseria de Santa Susanna està situada damunt un penyal, a 338 m d'alçada, envoltada de terres de conreu. Es tracta d'un conjunt d'edificacions, l'element més remarcable de les quals és una torre de pedra de planta quadrada i coberta a dues vessants, de teula àrab. La resta de construccions del conjunt presenten diversos elements d'interès (brancals, ampits i llindes de pedra, arcs rebaixats, etc).

## Història
El conjunt és popularment conegut amb el nom de Castell a causa fonamentalment de la seva situació i de l'existència de la torre, tot i que no hi ha proves documentals que demostrin aquest origen. El que sí que se sap amb certesa és que l'any 1158 el lloc de Santa Susanna fou cedit per Ramon i Sibil·la de Ribes a Berenguer d'Avinyó. En l'actualitat el nucli es troba gairebé abandonat.